# Carlos Lizarazo
Carlos Lizarazo (Cali, Valle del Cauca, Colombia; 26 de abril de 1991) es un futbolista colombiano. Juega como mediocampista, y actualmente se encuentra sin equipo luego de su paso por Independiente Santa Fe de la Categoría Primera A de Colombia.

## Trayectoria

### Deportivo Cali
Debutó en la Categoría Primera A el 14 de febrero de 2009, en la victoria de 3 a 1 sobre el Independiente Medellín. El 18 de abril de 2010, durante el triunfo de 5 a 3 sobre Cortuluá, convirtió su primera anotación para el club caleño. Debutó en Copa Libertadores el 12 de febrero de 2014 contra Cerro Porteño, en un juego que los colombianos ganaron por la mínima diferencia.

### Cruz Azul
El 18 de diciembre de 2014 se anunció su venta al Cruz Azul del fútbol mexicano, en donde no vio actividad y fue una de las contrataciones que fueron un fracaso en esa temporada.

### Dallas
El 12 de febrero de 2016 es confirmada su cesión por un año con opción de compra al FC Dallas de la Major League Soccer de Estados Unidos.
Sus primeros dos goles los marco el 15 de junio en el empate a dos goles frente a Energy FC la serie la ganaría su equipo desde el punto penal donde también marcaría.

### Alianza Petrolera
Para el año 2017 Carlos regresaría a Colombia a jugar con Alianza Petrolera de Barrancabermeja, después de 17 partidos y 4 goles en los que Lizarazo dejaría buenas sensaciones: el jugador recibiría interés del América de Cali, club por el que terminaría fichando.

### América de Cali
Los siguientes 2 torneos de la Categoría Primera A (Colombia) los jugaría con el América de Cali, pero el bajo rendimiento y las lesiones sufridas por Lizarazo no lo dejarían desempeñarse de buena forma en el equipo y después de un gol en 36 partidos se marcharía al Once Caldas.

### Once Caldas
Carlos jugó en el Once durante el primer semestre de 2019, en el equipo Carlos no se pudo hacer notar en el conjunto de Manizales, el cual luego de 11 partidos y un solo gol lo dejaría libre y sin equipo.

### Deportivo Cali
Después de estar el segundo semestre de 2019 sin equipo, Carlos empezaría a entrenar y a probarse en la sede del Deportivo Cali, club en el cual inició su carrera profesional y donde se vio la mejor versión del jugador, después de unos meses de entrenamiento Carlos logró entrar al primer equipo, con el pasar de los partidos el jugador se empezó a ganar el cariño de la afición verdiblanca, en especial el 8 de febrero de 2020, cuando el Deportivo Cali se enfrentaba a su rival y ex equipo de Lizarazo el América de Cali, en este partido luego de una gran actuación del jugador, Carlos anotaría gol en el minuto 90 para sellar la victoria por 2-1 del Deportivo Cali.

### Independiente Santa Fe
Para el segundo semestre del 2022 es contratado por el club bogotano; hasta la fecha ha disputado 3 partidos.

## Clubes
| Club                   | País           | Año         |
| ---------------------- | -------------- | ----------- |
| Deportivo Cali         | Colombia       | 2009 - 2014 |
| Cruz Azul              | México         | 2015        |
| Dallas                 | Estados Unidos | 2016        |
| Alianza Petrolera      | Colombia       | 2017        |
| América de Cali        | Colombia       | 2017 - 2018 |
| Once Caldas            | Colombia       | 2019        |
| Deportivo Cali         | Colombia       | 2020        |
| Independiente Santa Fe | Colombia       | 2022        |

## Palmarés

### Campeonatos nacionales
| Título                   | Club           | País           | Año  |
| ------------------------ | -------------- | -------------- | ---- |
| Copa Colombia            | Deportivo Cali | Colombia       | 2010 |
| Superliga de Colombia    | Deportivo Cali | Colombia       | 2014 |
| Lamar Hunt U.S. Open Cup | FC Dallas      | Estados Unidos | 2016 |
| MLS Supporters' Shield   | FC Dallas      | Estados Unidos | 2016 |